# جيمي ليلي
جيمي ليلي (بالإنجليزية: Jamie Lilly)‏ هي دراجة أمريكية، ولدت في 2 سبتمبر 1983 في سان دييغو في الولايات المتحدة.